# Турген (Росія)
Турге́н (рос. Турген) — село у складі Киринського району Забайкальського краю, Росія. Входить до складу Михайло-Павловського сільського поселення.

## Населення
Населення — 138 осіб (2010; 190 у 2002).
Національний склад (станом на 2002 рік):
- росіяни — 96 %